# Malacothamnus fasciculatus
Malacothamnus fasciculatus là một loài thực vật có hoa trong họ Cẩm quỳ. Loài này được (Nutt. ex Torr. & A. Gray) Greene mô tả khoa học đầu tiên năm 1906.